# Antônio Rafael do Nascimento
Padre Antônio Rafael do Nascimento SDV (Pau dos Ferros, 21 de janeiro de 1963) é presbítero brasileiro da Igreja Católica Romana. É o atual superior geral da Sociedade das Divinas Vocações.

## Biografia
Pe. Antônio Rafael, chamado pelos seus conterrâneos de Pe. Lisboa, nasceu em Pau dos Ferros, Rio Grande do Norte, em 1963. Fez seus primeiros votos na Sociedade das Divinas Vocações em 1984 e a profissão perpétua em 1988. Estudou Filosofia e Teologia na Faculdade de São Bento do Rio de Janeiro e foi ordenado presbítero em Pianura, Nápoles, em 20 de setembro de 1990. Retornando ao Brasil, por alguns anos serviu como diretor vocacional, educador e pároco na Arquidiocese de Vitória da Conquista, Bahia.
Retornou à Itália em 2004 para obter licenciatura em Teologia Espiritual Pontifícia Faculdade Teresianum em Roma, em 2006. Nesse mesmo ano, foi eleito, no XIII Capítulo Geral, assistente geral para as missões. Serviu com conselheiro para as missões de muitos países servidos pelos padres vocacionistas.
Em 30 de junho de 2012, foi eleito superior geral da congregação, em substituição ao Pe. Ludovico "Louis" Caputo, SDV, tornando-se o quinto sucessor do Bem-Aventurado Pe. Justino Russolillo, fundador. Seu mandato foi renovado para mais seis anos no capítulo geral de 2018.